# Petr Krčál
Petr Krčál (ur. 20 sierpnia 1964 w miejscowości Velké Meziříčí) – czeski polityk i samorządowiec, w latach 2016–2017 wiceminister w różnych resortach, w 2018 minister pracy i spraw socjalnych.

## Życiorys
W latach 80. kształcił się w szkołach technicznych i pracował jako technik. Pod koniec tej dekady, wkrótce przed przemianami politycznymi, wstąpił do Komunistycznej Partii Czechosłowacji. Od 1989 do 1996 kierował centrum młodzieżowym w Zdziarze nad Sazawą. W 1996 wstąpił do Czeskiej Partii Socjaldemokratycznej. W drugiej połowie lat 90. zajął się prowadzeniem własnej działalności gospodarczej w zakresie doradztwa gospodarczego i organizacyjnego. W latach 1998–2002 był asystentem jednego z posłów. Od 2003 do 2007 studiował pedagogikę społeczną na Univerzita Tomáše Bati ve Zlíně, a później andragogikę i zarządzanie zasobami ludzkimi na Univerzita Jana Amose Komenského Praha.
W latach 2002–2010 był radnym miejscowości Polnička, wchodził w skład jej władz wykonawczych. Od 2008 do 2016 zasiadał w radzie i zarządzie kraju Wysoczyna. W styczniu 2014 był kandydatem na ministra pracy i spraw socjalnych, jednak nie objął tego stanowiska. W sierpniu 2016 powołany na wiceministra w tym resorcie. Pełnił tę funkcję do końca tegoż roku, po czym w styczniu 2017 przeszedł na stanowisko wiceministra w resorcie do spraw praw człowieka i równouprawnienia. Zakończył urzędowanie w grudniu 2017.
27 czerwca 2018 został ministrem pracy i spraw socjalnych w drugim rządzie Andreja Babiša. Podał się do dymisji po kilku tygodniach urzędowania w lipcu 2018, powodem były pojawiające się podejrzenia popełnienia plagiatu w pracy dyplomowej z 2007.